# Wafer

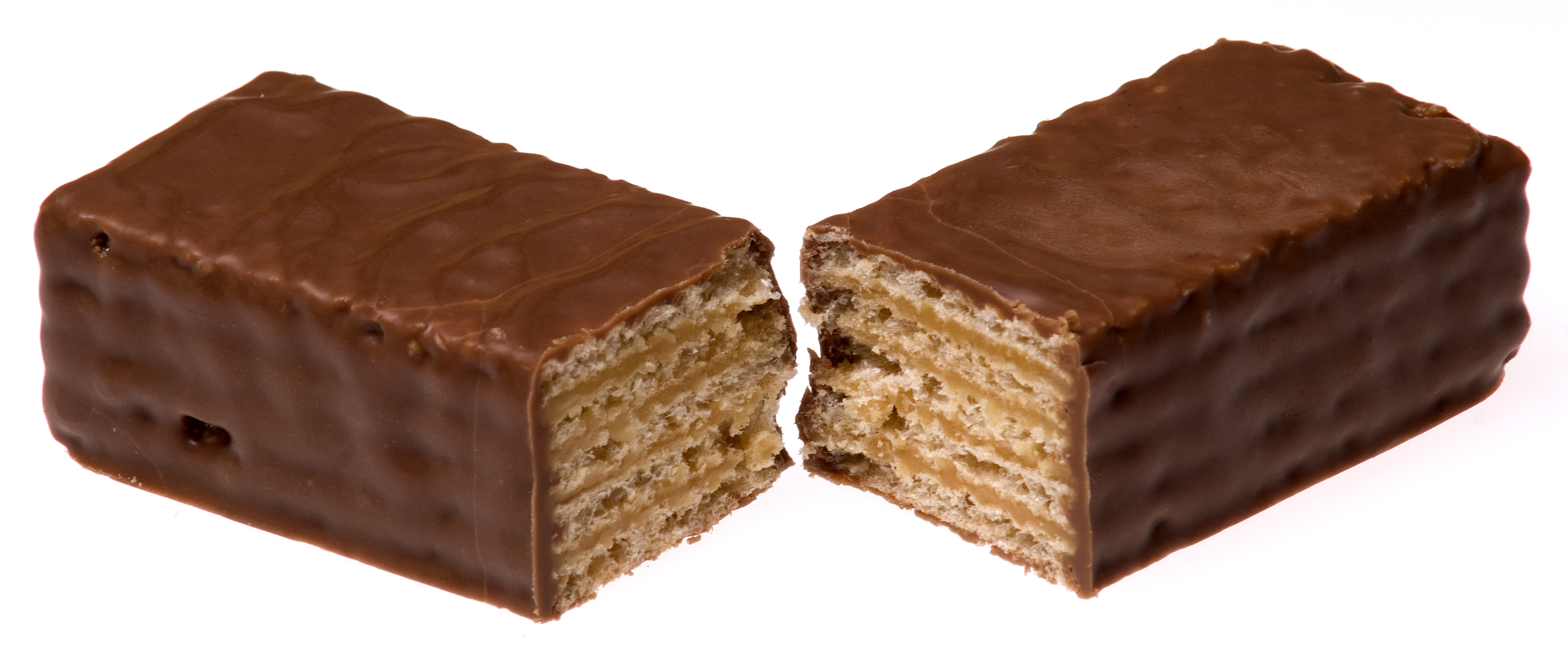
Uma bolacha coberta de chocolate

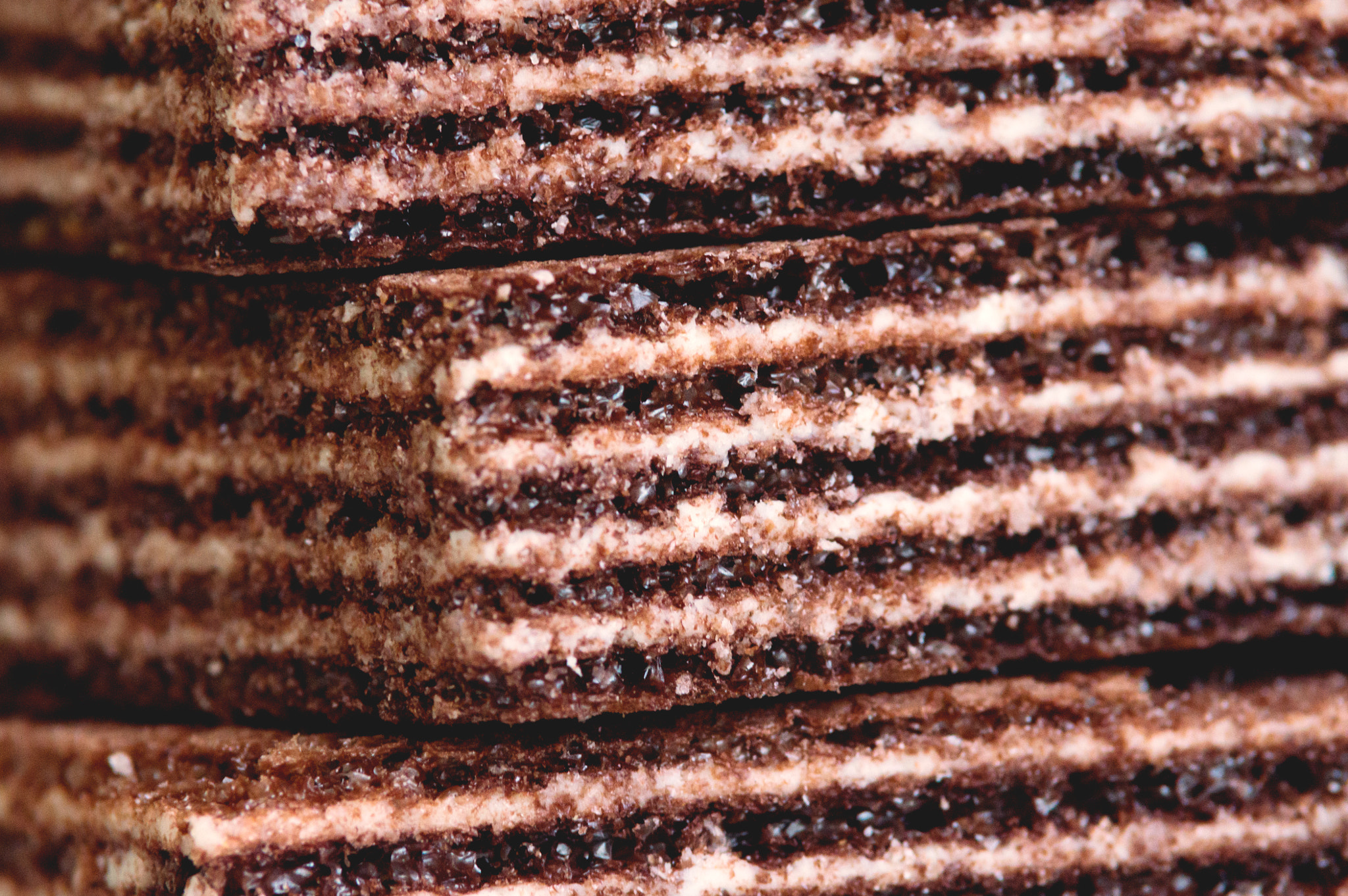
Biscoito Wafer

Na gastronomia, wafers são biscoitos crocantes, geralmente doces, finos, planos e secos, frequentemente usados para decorar sorvetes. Wafers também podem ser processados em cookies com uma camada de creme. Os wafers costumam ter um padrão de superfície semelhante a um waffle, mas também podem ser impressos com o emblema de um fabricante de alimentos ou talvez sem um padrão. Muitas barras de chocolate, como Kit Kat e Coffee Crisp, contêm wafers.